# Törönsaari (ö i Södra Karelen)
Törönsaari är en ö i Finland. Den ligger i sjön Monolanjärvi och i kommunen Savitaipale i den ekonomiska regionen  Villmanstrands ekonomiska region  och landskapet Södra Karelen, i den södra delen av landet, 170 km nordost om huvudstaden Helsingfors. Öns area är 0,4 hektar och dess största längd är 80 meter i sydväst-nordöstlig riktning.